# Кубдари

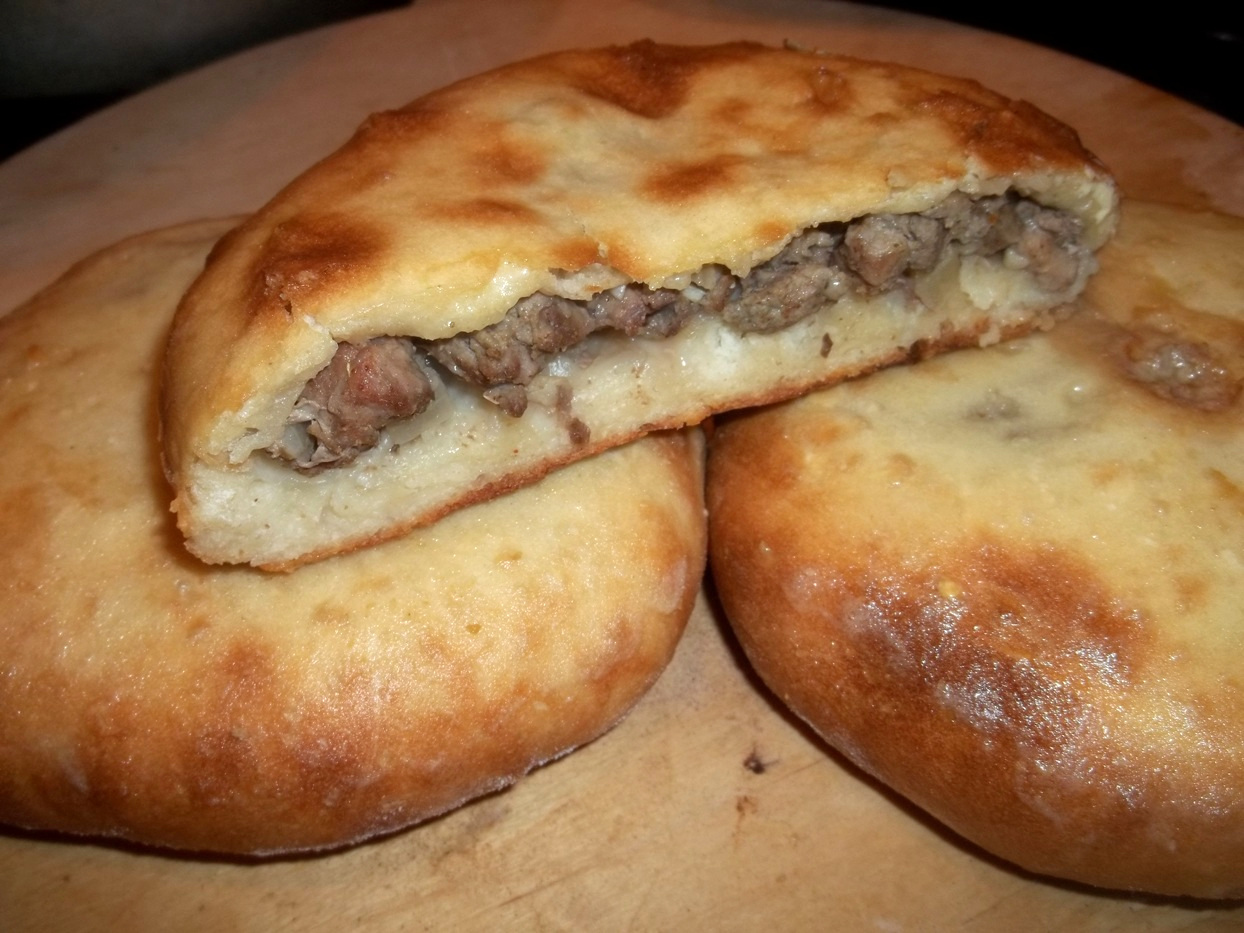
Лепёшка кубдари

Кубдари (груз. კუბდარი) — блюдо грузинской кухни, закрытый пирог из лепёшки с мясом. Происходит из грузинского региона Сванетия. Являлось блюдом пастухов, потому что мясную лепёшку было удобно брать с собой в горы и разогревать на огне.

## Ингредиенты
Тесто для таких лепёшек делают дрожжевое. Начинку изготавливают из рубленого мяса баранины, козлятины или свинины. В качестве приправ к начинке используют лук, чеснок, соль и молотые пряности: кориандр, зира, уцхо-сунели. В Сванетии же считается, что настоящий кубдари должен содержать гицрули — местную специю, похожую по запаху с семенами укропа или зирой.